# Heteromys irroratus
Heteromys irroratus là một loài động vật có vú trong họ Chuột bìu má, bộ Gặm nhấm. Loài này được Gray mô tả năm 1868.